# Adolfo Luis Sciurano
Adolfo Luis Sciurano (30 de junio de 1931-Punta del Este, 3 de febrero de 2007) fue un empresario y político argentino de la Unión Cívica Radical. Se desempeñó como diputado nacional por del Territorio Nacional de la Tierra del Fuego, Antártida e Islas del Atlántico Sur entre 1983 y 1984 y como gobernador del mismo entre 1984 y 1986.

## Biografía
Nació en junio de 1931. En la década de 1950 se radicó en Ushuaia como empleado judicial. Luego se dedicó a la actividad empresaria y comercial en Tierra del Fuego.
En las elecciones legislativas de 1983 fue elegido diputado nacional por el Territorio Nacional de la Tierra del Fuego, Antártida e Islas del Atlántico Sur, en la lista de la Unión Cívica Radical. Fue secretario de la comisión de Asuntos Municipales y de los Territorios Nacionales y fue vocal en la comisión de Industria. Junto con el diputado peronista Carlos Martín Torres, en febrero de 1984 presentaron los dos primeros proyectos para la provincialización del territorio de Tierra del Fuego.
Desempeñó el cargo hasta julio de 1984, al ser designado gobernador del Territorio por el presidente Raúl Alfonsín. Asumió en reemplazo de Ramón Alberto Trejo Noel, quien había fallecido en un accidente aéreo. Finalizó su mandato en mayo de 1986.
Tras su paso por la gestión pública, continuó en el sector empresarial. Fue fundador y primer presidente de la Bolsa de Comercio de la Patagonia en 2003.
Falleció en Punta del Este (Uruguay) en febrero de 2007.
Uno de sus hijos, Federico, ha sido intendente de Ushuaia.